# Ephedra aphylla
Ephedra aphylla är en kärlväxtart som beskrevs av Peter Forsskål. Ephedra aphylla ingår i släktet efedraväxter, och familjen Ephedraceae. Inga underarter finns listade i Catalogue of Life.